# Sascha Schünemann
Sascha Schünemann (* 20. Februar 1992 in Berlin) ist ein ehemaliger deutscher Fußballspieler und jetziger Fußballtrainer. 

## Sportlicher Werdegang

### Jugend
Schünemann spielte in seiner Jugend bei den Berliner Vereinen Nordberliner SC, Tennis Borussia Berlin und Hertha BSC. Mit der Berliner Hertha spielte er in der 2007 gegründeten B-Junioren-Bundesliga und wurde in jener ersten Saison 2007/08 Sieger der Staffel Nord/Nordost. Durch diesen Staffelsieg war Hertha zur Teilnahme an der Endrunde um die deutsche Meisterschaft berechtigt. Im Halbfinalhinspiel gegen Hoffenheim, in dem Schünemann über die volle Distanz spielte, verlor Hertha jedoch 1:6, sodass das 3:1 im Rückspiel nichts mehr am Ausscheiden änderte. Am Ende der Folgesaison belegte er mit Hertha Platz 3 und rückte zur Saison 2009/10 in die nächste Altersstufe vor und war ab nun in der A-Junioren-Bundesliga spielberechtigt. Es wurde der siebte Tabellenplatz und das Endspiel im DFB-Pokal der Junioren erreicht. Dort traf er am 15. Mai 2010 im Finale auf die TSG 1899 Hoffenheim und verlor 1:2. Seine letzte Spielzeit im Jugendbereich, der Saison 2010/11, beendete er mit Hertha auf Platz 4.

### Herren
Seine Karriere im Seniorenbereich begann er für die Reservemannschaft von Hannover 96. Dort bestritt er bis 2013 insgesamt 56 Ligaspiele. In der Saison 2012/13 stand Schünemann zudem erstmals als Profi im Bundesligakader, kam aber zu keinem Einsatz. Zur Saison 2013/14 erhielt er bei Hansa Rostock einen Vertrag bis 2015. Hansa-Trainer Andreas Bergmann stellte Schünemann am 1. Spieltag jener Drittligasaison gegen Holstein Kiel in die Startelf. Unter Bergemann, der nach dem 32. Spieltag vom Verein entlassen wurde, erhielt er zusammen 14. Einsätze. Der Folgetrainer Dirk Lottner, unter ihm brachte Hansa die Saison zu Ende, brachte es Schünemann auf weitere vier Einsätze und belegte mit der Kogge am Ende der Spielzeit Platz 13. Zur kommenden Drittligasaison 2014/15 verpflichtete Hansa Peter Vollmann als neuen Trainer. Dieser setzte Sascha Schünemann bis zu seiner Entlassung im Dezember 2014 in dreizehn Ligaspielen ein. Unter Vollmanns Nachfolger Karsten Baumann erreichte Schünemann einen mühevoll errungenen 17. Tabellenplatz und somit knapp den Klassenerhalt. Baumann setzte ihn hierbei in acht Partien, in denen ihm am 26. Spieltag gegen den FSV Mainz 05 II sein einziges Tor für Rostock gelang, ein. Zudem gewann er in seiner zweiten Saison in Rostock auch den Mecklenburg-Vorpommern-Pokal 2015. Das Finale gegen den Viertligisten TSG Neustrelitz konnte mit 1:0 gewonnen werden.
Nachdem sein Vertrag 2015 ausgelaufen war, wurde dieser nicht verlängert. Ende Mai 2015 gab der Regionalligist BFC Dynamo Schünemanns Verpflichtung bekannt. In den folgenden zwei Jahre war er dort Stammspieler. In seiner ersten Saison beim ehemaligen DDR-Rekordmeister brachte es Schünemann unter Dynamo-Trainer Thomas Stratos auf 26 Regionalliga-Einsätze und drei Tore. Am Ende der Saison 2015/16 platzierte er sich mit den Berlinern auf einem sicheren vierten Platz im oberen Tabellenviertel. Ein Jahr später erreichte er mit Dynamo unter René Rydlewicz lediglich Platz 15, wurde aber mit den Hauptstädtern Berliner Landespokalsieger 2017. Im Regionalligaspielbetrieb brachte es Schünemann hierbei erneut auf 26 Einsätze (ein Tor); im Landespokal auf fünf.
Ligaintern wechselte Schünemann zur Saison 2017/18 vom BFC Dynamo zu den Himmelblauen aus Lichterfelde, dem  Ligarivalen FC Viktoria 1889 Berlin, gegen die er zum Ende der vorherigen Saison im Landespokalfinale noch 3:1 n. V. gewann. Bei Viktoria gab er unter Trainer Thomas Herbst am ersten Spieltag der Saison Anfang August 2017 gegen Germania Halberstadt sein Debüt. Bis zur Winterpause, in welcher er die Berliner wieder verließ und zum Wuppertaler SV in die Regionalliga West wechselte, kamen weitere elf Einsätze und zwei erzielte Tore hinzu. In Wuppertal brachte er es bis zum Ende der Saison 2017/18 unter Trainer Christian Britscho auf 15 Einsätze, in denen er jeweils in der Startelf stand. In der Folgesaison 2018/19 kam Schünemann auf weitere 20 Regionalligaspiele für Wuppertal und erreichte mit dem Team das Finale des Niederrheinpokals, welches jedoch gegen den Drittligisten KFC Uerdingen 05 mit 1:2 verloren wurde.
Anfang Oktober 2019 wurde bekannt gegeben, dass sich Schünemann der 2. Mannschaft von Hansa Rostock in der Fußball-Oberliga Nordost angeschlossen hat. Aufgrund der damals grassierenden COVID-19-Pandemie brachte er es für Hansas Reserve in der Fußball-Oberliga Nordost 2019/20, die Saison wurde vorzeitig beendet, jedoch nur auf sieben Einsätze und drei Tore.
Als 28-jähriger und Ex-Drittliga-Profi wechselte Sascha Schünemann im Juli 2020 ligaintern in die Boddenstadt und dort zum Oberligisten Greifswalder FC. In Greifswald absolvierte er neun Pflichtspiele, darunter eines in der 3. Runde im Landespokal gegen den SV Pastow und acht im Ligaspielbetrieb, in denen er ein Tor erzielte. Auch diese Spielzeit wurde pandemiebedingt Anfang November 2020 zunächst unter- und ab April 2021 vorzeitig abgebrochen, sodass es für ihn keine Möglichkeit mehr auf weitere Einsatzzeiten in Saison 2020/21 in Greifswald gab. Berufliche Zwänge zogen ihn nach einem Jahr zurück nach Rostock und wieder zum dortigen F.C. Hansa. Mit der Zweitvertretung der Rostocker erreichte er in der Oberliga-Saison 2021/22 Platz 10 und holte ein Jahr später mit dem Team, in dem er mittlerweile auch als Co-Trainer fungierte, die Meisterschaft 2023, was den Aufstieg in die Regionalliga Nordost bedeutete. Nach sechs Spielen in der Regionalliga erlitt er im Oktober 2023 einen Knöchelbruch und beendete folgend seine Fußballkarriere.

## Nationalmannschaft
Sein Debüt im Dress der deutschen U-16-Nationalmannschaft gab Sascha Schünemann am 22. September 2007 im Länderspiel gegen Dänemark (3:1). In dieser Partie wurde er in der 71. Minute für Julian Korb eingewechselt. Bis zum 22. März 2008 summierten sich seine Einsätze auf sechs. Zu Schünemanns Mannschaftskollegen zählten unter anderem auch der späteren Weltmeister Mario Götze. Weitere Einsätze in höheren Altersstufen erfuhr er nicht mehr.

## Erfolge
- 2010: Finale DFB-Junioren-Vereinspokal (mit Hertha BSC)[1]
- 2015: Landespokalsieger Mecklenburg-Vorpommern (mit Hansa Rostock)[10]
- 2017: Landespokalsieger Berlin (mit dem BFC Dynamo)[11]
- 2023: Meister der Oberliga Nordost (mit dem Hansa Rostock II)
- 2023: Aufstieg in die Regionalliga Nordost (mit Hansa Rostock II)